# Egyenes gerinccel
Az Egyenes gerinccel a Kárpátia 2019. április végén megjelent nemzeti rock stúdióalbuma. Hosszú idő után ez volt az együttes első albuma, amely nem került fel a Mahasz Top 40 lemezeladási listára.

## Dallista
1. Egyenes gerinccel
2. Kis fehér virágok
3. Üssed-üssed botocskám
4. Férfikönnyek
5. Egyszerűen senkik vagytok
6. Örökkön örökké
7. Katicabogár
8. Az én szívem ajtaja
9. Kótyagos dal
10. Volt ez rosszabbul is, lesz még jobban is

## A dalokban közreműködnek
- Petrás János - ének, basszusgitár
- Galántai Gábor - billentyűs hangszerek
- Bankó Attila - dob
- Bäck Zoltán - gitár
- Szijártó Zsolt - gitár
- Garamvölgyi-Bene Beáta - furulya
- Egedy Piroska - cselló
- Sziva Balázs (Romantikus Erőszak) - vokál

## Klippekben közreműködtek
- Tóth Reni
- Bene Beáta
- Egedy Piroska
- Rudán Joe
- Kovács ‘Pókember’ Attila
- Schmiedl Tamás
- Katona ‘Főnök’ László
- Pohl Misi
- Szendrey ‘Szasza’ Zsolt
- Wéber Attila
- Nagyfi László
- Sziva Balázs
- Kalapács József
- Molics Zsolt
- Csiszér Levente
- Bäck Zoltán
- Szíjártó Zsolt
- Galántai Gábor
- Bankó Attila
- Petrás János.